# Cisne
Cisne és una població dels Estats Units a l'estat d'Illinois. Segons el cens del 2000 tenia 673 habitants.

## Demografia
Segons el cens del 2000, Cisne tenia 673 habitants, 291 habitatges, i 185 famílies. La densitat de població era de 406 habitants/km².
Dels 291 habitatges en un 26,5% hi vivien nens de menys de 18 anys, en un 51,5% hi vivien parelles casades, en un 9,3% dones solteres, i en un 36,4% no eren unitats familiars. En el 34% dels habitatges hi vivien persones soles el 22,7% de les quals corresponia a persones de 65 anys o més que vivien soles. El nombre mitjà de persones vivint en cada habitatge era de 2,22 i el nombre mitjà de persones que vivien en cada família era de 2,78.
Per edats la població es repartia de la següent manera: un 21,8% tenia menys de 18 anys, un 9,8% entre 18 i 24, un 22,6% entre 25 i 44, un 18,3% de 45 a 60 i un 27,5% 65 anys o més.
L'edat mediana era de 42 anys. Per cada 100 dones de 18 o més anys hi havia 76,5 homes.
La renda mediana per habitatge era de 26.172 $ i la renda mediana per família de 34.286 $. Els homes tenien una renda mediana de 26.635 $ mentre que les dones 25.234 $. La renda per capita de la població era de 14.044 $. Aproximadament el 12,4% de les famílies i el 15,5% de la població estaven per davall del llindar de pobresa.

## Poblacions més properes
El següent diagrama mostra les poblacions més properes.